# Chlorochaeta stigmatisata
Chlorochaeta stigmatisata är en fjärilsart som beskrevs av Otto Staudinger 1920. Chlorochaeta stigmatisata ingår i släktet Chlorochaeta och familjen mätare. Inga underarter finns listade i Catalogue of Life.